# Jean-Louis Hamon
Jean-Louis Hamon (n. 5 mai 1821, Plouha, Bretagne, Franța – d. 29 mai 1874, Saint-Raphaël, Provence-Alpes-Côte d'Azur, Franța) a fost un pictor francez.
Hamon s-a născut la Plouha, în actualul departament Côtes-d'Armor, în Franța. De la o vârstă fragedă a fost destinat preoției și a fost pus sub îngrijirea fraților Lamennais⁠(d), dar dorința sa puternică de a deveni pictor a triumfat în cele din urmă în fața opoziției familiei, iar în 1840 a părăsit Plouha pentru Paris — având ca singură resursă o pensie de cinci sute de franci, acordată pentru un singur an doar de către primăria orașului său natal.
La Paris, Hamon a primit sfaturi și încurajări valoroase de la Paul Delaroche și Charles Gleyre, iar în 1848 și-a făcut debutul la Salon cu lucrările Le Tombeau du Christ (Muzeul din Marsilia) și o lucrare decorativă, Dessus de Porte. Lucrările pe care le-a expus în 1849, Une Affiche romaine, L'Égalité au sérail și Perroquet jasant avec deux jeunes filles, nu au obținut un succes remarcabil.
Lipsa de succes l-a determinat pe Hamon să accepte o slujbă ca designer în fabrica de porțelan din Sèvres, dar o cutie emailată proiectată de el a atras atenția la Expoziția Internațională de la Londra din 1851. A primit o medalie și, inspirat de succesul său, și-a părăsit postul pentru a-și încerca din nou șansele la Salonul din 1852. „La Comédie humaine⁠(d)”, pe care a expus-o apoi, a schimbat cursul destinului său, iar Ma sœur n'y est pas (cumpărată de împăratul Napoleon al III-lea) i-a adus autorului o medalie clasa a treia în 1853. La Expoziția Internațională de la Paris din 1855, când Hamon a reexpus cutia din 1851, împreună cu mai multe vaze și tablouri dintre care L'Amour et son troupeau, Ce n'est pas moi și Une Gardeuse d'enfants au fost cele mai importante, a primit o medalie clasa a doua și panglica Legiunii de onoare.
În anul următor a fost plecat în Orient, iar în 1857 a reapărut cu Boutique à quatre sous, Papillon enchaîné, Cantharide esclave, Dévideuses, etc., în total zece tablouri; L'Amour en visite a fost contribuția sa la Salonul din 1859, iar Vierge de Lesbos, Tutelle, La Volière, L'Escamoteur și La Sœur aînée au fost toate expuse în 1861.
Hamon a petrecut ceva timp în Italia, în special la Capri, de unde în 1864 a trimis la Paris L'Aurore și Un Jour de fiançailles. Influența Italiei a fost evidentă și în Les Muses à Pompéi, singura sa contribuție la Salonul din 1866, o lucrare care s-a bucurat de o mare popularitate și a fost reexpusă la Expoziția Internațională din 1867, împreună cu La Promenade și alte șase picturi din ani precedenți. Ultima sa lucrare, Le Triste Rivage, a apărut la Salonul din 1873. A fost pictată la Saint-Raphaël, unde Hamon se stabilise în cele din urmă într-o căsuță de pe malul Mării Mediterane, aproape de faimoasa grădină a lui Alphonse Karr. În această casă a murit la 29 mai 1874.
O școală din orașul său natal, Plouha, a fost numită în onoarea sa, iar un monument i-a fost ridicat de către Blues de Bretagne.

## Galerie

Jean-Louis Hamon
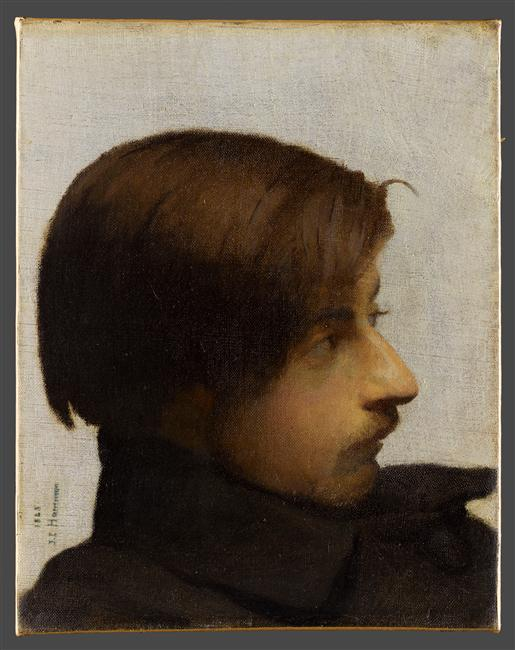
Jean-Louis Hamon (autoportret)
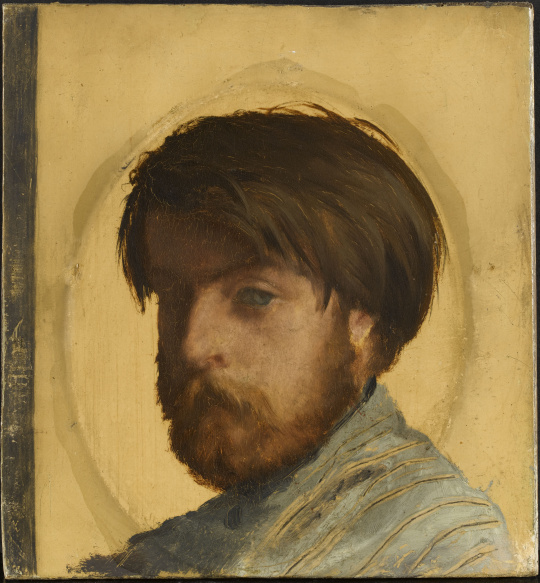
Portretul lui Auguste Toulmouche
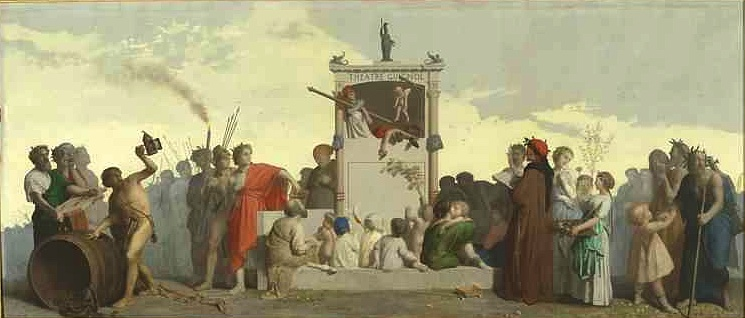
La Comédie humaine (1852)
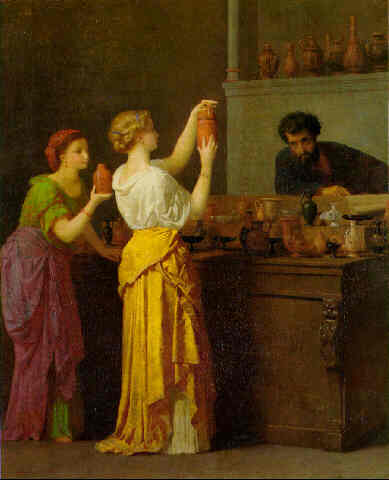
Vechi magazin din China (Pompeii)
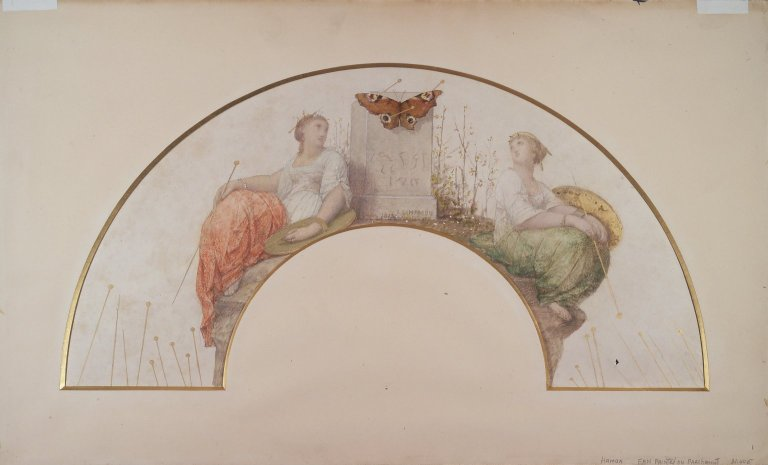
Entomolog (Design pentru un fan)